# Damien Cély
Damien Cély (Sarcelles, 13 aprile 1989) è un tuffatore francese.

## Carriera
Nel 2011 è stato convocato in nazionale ai campionati europei di tuffi svoltisi per la seconda volta consecutiva a Torino.
Il 9 marzo ha esordito qualificandosi per la finale grazie ad un quinto posto nel trampolino 1 metro. In finale ha concluso in nona posizione dietro allo svizzero Andrea Aloisio. Il giorno seguente, nel trampolino 3 metri nelle eliminatorie ha ottenuto solo il diciannovesimo posto. Con soli 347.40 non è riuscito a superare il turno qualificatorio. L'11 marzo, nei tuffi sincronizzati da tre metri, in squadra con Matthieu Rosset, ha ottenuto la medaglia di bronzo. In finale la coppia francese è stata superata da quella tedesca, composta dal protagonista dell'europeo in corso Patrick Hausding e da Stephan Feck, e da quella russa (Il'ja Zacharov e Evgenij Kuznecov).

## Palmarès
- Europei di tuffi

Torino 2011: bronzo nel sincro 3 m.